# 아오키 사야카 (희극인)
아오키 사야카(青木 さやか, 1973년 3월 27일 - )는 일본의 개그우먼으로, 탤런트, 배우로도 활동하고 있다. 현재 와타나베 엔터테인먼트에 소속되어 있다. 아이치현 오와리아사히시 출신이다.

## 출연

### 드라마
- 아내는 요술쟁이 (2004년)
- 분기점의 그녀 (2005년)
- 무리한 연애 (2008년)

### 영화
- 유토리입니다만 무슨 문제 있습니까 인터내셔널 (2023년) - 사카마 미도리 역